# Jacksonville Stingrays
I Jacksonville Stingrays sono stati una franchigia di pallacanestro della World Basketball League, con sede a Jacksonville, in Florida, attivi nel 1992.
Disputarono solo il campionato WBL del 1992, fallendo il 15 giugno, prima della fine della stagione.

## Stagioni
| Stagione | Lega | Denominazione          | V | P  | %    | Piazzamento | Play-off |
| -------- | ---- | ---------------------- | - | -- | ---- | ----------- | -------- |
| 1992     | WBL  | Jacksonville Stingrays | 5 | 14 | 26,3 | 10º         | -        |